# Ana María Alvajar
Ana María Josefina Alvajar López, (La Coruña, 1918 - Madrid, 2005) fue una violinista, escritora y periodista española vinculada a la cultura republicana gallega y al exilio tras la Guerra civil española.

## Trayectoria
Alvajar López nació en el seno de una destacada familia republicana de La Coruña, era hija de Amparo López Jean, maestra y presidenta de la Agrupación de Mujeres Republicanas, y de César Alvajar, periodista y político republicano. Estudió en la escuela pública de Panadeiras y en la Escuela de Artes y Oficios pero destacaba como violinista. A los trece años, ingresó en la Orquesta Filarmónica de La Coruña, siendo junto con Victoria Casal las dos únicas mujeres entre más de sesenta músicos. En 1936 aprobó todos los cursos de solfeo y los siete de violín en el Conservatorio. También participó, ese mismo año, en un concierto en el Teatro Rosalía de Castro, ella y Mª Luísa Béjar eran las dos únicas mujeres.
Tras el golpe de Estado de 1936 y la ausencia de sus padres, se quedó al cuidado de su hermano menor en La Coruña. Se negó a colaborar con el régimen franquista y rechazó participar en un concierto a favor del ejército de salvación, lo que supuso su salida de la orquesta. En 1939, su hermano se alistó con la intención de unirse al bando republicano. Ese mismo año, su hermana Mª Teresa fue detenida y pasó cinco meses en prisión. Ana María luchó por su inocencia y, con la ayuda de Adela Martínez, miembro de la Agrupación Republicana Femenina, consiguió un pasaporte para ella y su hermana. El 14 de abril de 1940, ambas salieron de La Coruña, vigiladas por la Guardia Civil. Adela Martínez fue arrestada por haberlas ayudado.
En el exilio se reunió con sus padres en Francia, donde vivieron en condiciones precarias. Tras la ocupación nazi, se trasladaron a Montauban, en la zona libre. En 1942 regresó a Galicia para salvar a su hermano, que había sido descubierto. Logró que él pudiera huir, pero ella tuvo que permanecer en Galicia. Nunca volvió a ver a sus padres, quienes fallecieron en Francia. Su hermano participó en la resistencia antifranquista, y su hermana Amparo también vivió en el exilio, trabajando en la UNESCO y estableciéndose en el norte de Portugal, donde falleció.
Durante su etapa en el exilio, fue violinista en diversas orquestas y a su regreso a España ejerció como periodista y mantuvo una activa vida cultural, siempre vinculada a sus ideales democráticos. Se instaló en Madrid con su familia y continuó su carrera musical. Formó parte de una orquesta femenina, aunque no pudo realizar giras internacionales debido a la negativa de su esposo a concederle el permiso correspondiente.
Fue autora de varios libros y dejó reflejadas sus memorias en Soltando Lastre, donde narró episodios de la represión en La Coruña, incluyendo el fusilamiento del alcalde Alfredo Suárez Ferrín, amigo personal y víctima de la dictadura.
Falleció en Madrid en 2005 y fue enterrada en La Coruña, envuelta en la bandera republicana.

## Obra
- 1986 - Vivencias. Ed. Ediciós do Castro ISBN 84-7492-292-5[5]
- 2000 - Notas sobre Amparo Alvajar, exiliada gallega Ed. Ediciós do Castro ISBN 84-7492-965-2[6]
- 2005 - Soltando lastre Ed. Ediciós do Castro ISBN 84-8485-091-9[7][8]